# Saison 2019 de l'équipe cycliste Cofidis
La saison 2019 de l'équipe cycliste Cofidis est la vingtième-troisième de cette équipe.

## Préparation de la saison 2019

### Sponsors et financement de l'équipe
Depuis sa création en 1997, l'équipe porte le nom de son sponsor principal, l'entreprise Cofidis. Celle-ci a annoncé en mai 2018 le prolongement de son engagement jusqu'en 2022.

### Arrivées et départs
| Arrivées            | Équipe 2018             |
| ------------------- | ----------------------- |
| Darwin Atapuma      | UAE Team Emirates       |
| Natnael Berhane     | Dimension Data          |
| Filippo Fortin      | Felbermayr-Simplon Wels |
| Jesper Hansen       | Astana                  |
| Marco Mathis        | Katusha-Alpecin         |
| Emmanuel Morin      | Sojasun espoir-ACNC     |
| Pierre-Luc Périchon | Fortuneo-Samsic         |
| Damien Touzé        | Saint Michel-Auber 93   |
| Zico Waeytens       | Vérandas Willems-Crelan |

| Départs              | Équipe 2019                |
| -------------------- | -------------------------- |
| Guillaume Bonnafond  | retraite                   |
| Dorian Godon         | AG2R La Mondiale           |
| Daniel Navarro       | Katusha-Alpecin            |
| Daniel Teklehaimanot |                            |
| Anthony Turgis       | Direct Energie             |
| Jimmy Turgis         | Vital Concept - B&B Hotels |
| Michael Van Staeyen  | Roompot-Charles            |

## Coureurs et encadrement technique

### Effectif
| Cycliste            | Date de naissance | Nationalité | Équipe 2018                |  |
| ------------------- | ----------------- | ----------- | -------------------------- |  |
| Darwin Atapuma      | 15 janvier 1988   | Colombie    | UAE Team Emirates          |  |
| Natnael Berhane     | 5 janvier 1991    | Érythrée    | Dimension Data             |  |
| Nacer Bouhanni      | 25 juillet 1990   | France      | Cofidis                    |  |
| Rayane Bouhanni     | 24 février 1996   | France      | Cofidis                    |  |
| Loïc Chetout        | 23 septembre 1992 | France      | Cofidis                    |  |
| Dimitri Claeys      | 18 juin 1987      | Belgique    | Cofidis                    |  |
| Nicolas Edet        | 2 décembre 1987   | France      | Cofidis                    |  |
| Filippo Fortin      | 1er février 1989  | Italie      | Felbermayr-Simplon Wels    |  |
| Jesper Hansen       | 23 octobre 1990   | Danemark    | Astana                     |  |
| Jesús Herrada       | 26 juillet 1990   | Espagne     | Cofidis                    |  |
| José Herrada        | 1er octobre 1985  | Espagne     | Cofidis                    |  |
| Hugo Hofstetter     | 13 février 1994   | France      | Cofidis                    |  |
| Victor Lafay        | 17 janvier 1996   | France      | Cofidis                    |  |
| Christophe Laporte  | 11 décembre 1992  | France      | Cofidis                    |  |
| Mathias Le Turnier  | 14 mars 1995      | France      | Cofidis                    |  |
| Cyril Lemoine       | 3 mars 1983       | France      | Cofidis                    |  |
| Luis Ángel Maté     | 23 mars 1984      | Espagne     | Cofidis                    |  |
| Marco Mathis        | 7 avril 1994      | Allemagne   | Katusha-Alpecin            |  |
| Emmanuel Morin      | 13 mars 1995      | France      | Sojasun espoir-ACNC        |  |
| Anthony Perez       | 22 avril 1991     | France      | Cofidis                    |  |
| Pierre-Luc Périchon | 4 janvier 1987    | France      | Fortuneo-Samsic            |  |
| Stéphane Rossetto   | 6 avril 1987      | France      | Cofidis                    |  |
| Julien Simon        | 4 octobre 1985    | France      | Cofidis                    |  |
| Geoffrey Soupe      | 22 mars 1988      | France      | Cofidis                    |  |
| Damien Touzé        | 7 juillet 1996    | France      | Saint Michel-Auber 93      |  |
| Bert Van Lerberghe  | 29 septembre 1992 | Belgique    | Cofidis                    |  |
| Kenneth Vanbilsen   | 1er juin 1990     | Belgique    | Cofidis                    |  |
| Zico Waeytens       | 29 septembre 1991 | Belgique    | Vérandas Willems-Crelan    |  |
| Stagiaire           | Date de naissance | Nationalité | Équipe 2019                |  |
| Eddy Finé           | 20 novembre 1997  | France      | VC Villefranche Beaujolais |  |
| Pit Leyder          | 11 janvier 1997   | Luxembourg  | Leopard Pro Cycling        |  |
| Attilio Viviani     | 18 octobre 1996   | Italie      | Arvedi Cycling ASD         |  |

## Bilan de la saison

### Victoires
| Date     | Course                                                                     | Pays       | Classe | Vainqueur          |
| -------- | -------------------------------------------------------------------------- | ---------- | ------ | ------------------ |
| 31 janv. | Trofeo Ses Salines                                                         | Espagne    | 1.1    | Jesús Herrada      |
| 8 fév.   | 2e étape de l'Étoile de Bessèges                                           | France     | 2.1    | Christophe Laporte |
| 10 fév.  | 4e étape de l'Étoile de Bessèges                                           | France     | 2.1    | Christophe Laporte |
| 10 fév.  | Classement général de l'Étoile de Bessèges                                 | France     | 2.1    | Christophe Laporte |
| 20 avr.  | Tour du Finistère                                                          | France     | 1.1    | Julien Simon       |
| 5 juin   | Prologue du Tour de Luxembourg                                             | Luxembourg | 2.HC   | Christophe Laporte |
| 6 juin   | 1re étape du Tour de Luxembourg                                            | Luxembourg | 2.HC   | Christophe Laporte |
| 8 juin   | 3e étape du Tour de Luxembourg                                             | Luxembourg | 2.HC   | Jesús Herrada      |
| 9 juin   | 4e étape du Tour de Luxembourg                                             | Luxembourg | 2.HC   | Jesús Herrada      |
| 9 juin   | Classement général du Tour de Luxembourg                                   | Luxembourg | 2.HC   | Jesús Herrada      |
| 17 juin  | Mont Ventoux Dénivelé Challenges                                           | France     | 1.1    | Jesús Herrada      |
| 21 juin  | Dwars door het Hageland                                                    | Belgique   | 1.1    | Kenneth Van Bilsen |
| 27 juin  | Championnat d'Érythrée sur route                                           | Érythrée   | CN     | Natnael Berhane    |
| 27 aoû   | 1re étape du Tour Poitou-Charentes en Nouvelle-Aquitaine                   | France     | 2.1    | Christophe Laporte |
| 28 aoû   | 2e étape du Tour Poitou-Charentes en Nouvelle-Aquitaine                    | France     | 2.1    | Christophe Laporte |
| 29 aoû   | 4e étape (contre-la-montre) du Tour Poitou-Charentes en Nouvelle-Aquitaine | France     | 2.1    | Christophe Laporte |
| 29 aoû.  | 6e étape du Tour d'Espagne                                                 | Espagne    | 2.WT   | Jesús Herrada      |
| 30 aoû.  | Classement général du Tour Poitou-Charentes en Nouvelle-Aquitaine          | France     | 2.1    | Christophe Laporte |

### Résultats sur les courses majeures
Les tableaux suivants représentent les résultats de l'équipe dans les principales courses du calendrier international (les cinq classiques majeures et les trois grands tours). Pour chaque épreuve est indiqué le meilleur coureur de l'équipe, son classement ainsi que les accessits glanés par Cofidis sur les courses de trois semaines.

#### Classiques
| Classique            | Milan-San Remo     | Tour des Flandres   | Paris-Roubaix         | Liège-Bastogne-Liège | Tour de Lombardie       |
| -------------------- | ------------------ | ------------------- | --------------------- | -------------------- | ----------------------- |
| Coureur (classement) | Julien Simon (23e) | Cyril Lemoine (92e) | Hugo Hofstetter (19e) | Anthony Perez (24e)  | Stéphane Rossetto (44e) |

#### Grands tours
| Grand tour           | Tour d'Italie | Tour de France     | Tour d'Espagne          |
| -------------------- | ------------- | ------------------ | ----------------------- |
| Coureur (classement) | non invitée   | Nicolas Edet (20e) | Nicolas Edet (18e)      |
| Accessits            |               |                    | 1 étape (Jesús Herrada) |